# Universitets- och studenthistoriska sällskapet
Universitets- och studenthistoriska sällskapet i Uppsala är en förening med syfte att främja intresset för Uppsala universitets och Uppsalastudenternas historia, samt att stödja verksamheten vid Museum Gustavianum.

## Historia
Sällskapet grundades den 11 mars 1984 på Stockholms nation som Studenthistoriska sällskapet. Det hade då sedan lång tid  funnits många intresserade av studenthistoria i Uppsala, och ett behov av en sådan typ av förening som finns vid de flesta andra universitet med en lång historia.
År 1997 ändrades föreningens namn till Universitets- och studenthistoriska sällskapet i Uppsala, för att markera intresset för hela Uppsala universitets historia.

## Verksamhet
Sällskapet har ungefär tre till fyra arrangemang per termin, oftast i form av  föredrag med efterföljande sittning på olika akademiska lokaler i Uppsala. Bland föredragens rubriker kan ges som exempel: "Allmänna Sången under 1800-talet", "Carolinas handskriftavdelnings studenthistoriska bestånd", "Internationella studenthjälpens verksamhet i Uppsala under andra världskriget", "Pionjärer vid Uppsala universitet – 1800-talets kvinnliga studenter", "Prinshuset i äldre och senare tid", "Olof Rudbeck som universitetsman", "Uppsala universitets konstsamling", "Nationer och dissertationer på 1700-talet". Sammanlagt har sällskapet hittills haft omkring hundra sammankomster, varav några har varit samarrangemang med andra organisationer med anknytning till Uppsala universitet. Sällskapet har för närvarande omkring etthundra medlemmar.

## Ordförande
- Carl-Gustaf Spangenberg 1984–1985
- Sten Carlsson 1985–1989
- Carina Ohlsson (Bengloff) 1989–1990
- Torgny Nevéus 1990–1998
- Stig Strömholm 1998–2005
- Torkel Jansson 2005–2011
- Tom Lundin 2011–2016
- Sune Lindh 2016–2019
- Elias Sonnek 2019–2024
- Sandra Friberg 2024–

## Skriftserie
1. Haglund, Ejnar (1988). Glimtar från lyckliga Uppsalaår. Skrifter från Studenthistoriska sällskapet i Uppsala, 1101-9921; 1. Uppsala: Studenthistoriska sällskapet. Libris 1238931
2. Söderberg, Karl (1990). Sextiofem år som V-daling. Skrifter från Studenthistoriska sällskapet i Uppsala, 1101-9921; 2. Uppsala: Studenthistoriska sällskapet. Libris 7794652. ISBN 91-971547-0-9
3. Nevéus, Torgny (2004). 1840-talets verkliga Uppsalastudent: kring brevväxlingen inom en kamratkrets. Skrifter från Universitets- och studenthistoriska sällskapet i Uppsala, 1101-9921; 3. Stockholm: Atlantis. Libris 9471838. ISBN 91-7353-001-8
4. Lundin, Tom (2009). Bland Tunguser, Turkar och Trattar: studentkotterier och studentordenssällskap i 1800-talets Uppsala. Skrifter från Universitets- och studenthistoriska sällskapet i Uppsala, 1101-9921; 4. Stockholm: Atlantis. Libris 11447267. ISBN 978-91-7353-313-3
5. Lundin, Tom ; Nevéus, Torgny (2013). Hedersledamöter vid Uplands nation 1816–2013.
6. Taube, Adam (2014). Gunnar Wennerbergs Gluntarne till gitarr. Skrifter från Universitets- och studenthistoriska sällskapet i Uppsala; 6. Uppsala: A. Taube. Libris 17590892. ISBN 978-91-637-4111-1
7. Nevéus, Torgny (2014). Claes Annerstedt: historia om en glömd historiker. Skrifter från Universitets- och studenthistoriska sällskapet i Uppsala, 1101-9921; 7. Stockholm: Carlsson. Libris 16311738. ISBN 9789173316651
8. Andersson, Christian (2015). Frackband. Skrifter från Universitets- och studenthistoriska sällskapet i Uppsala, 1101-9921; 8. Uppsala: Universitets- och studenthistoriska sällskapet i Uppsala. Libris 18608840. ISBN 9789197154710
9. Lundin, Tom ; Perup, Ingemar ; Åsberg, Christer, red (2016). Alla tiders Uppsalaspex. Skrifter från Universitets- och studenthistoriska sällskapet i Uppsala, 1101-9921; 9. Stockholm: Carlsson. Libris 19373315. ISBN 9789173317962
10. Taube, Adam (2017). Fjärran från Fyris: att lämna Uppsala - disparata berättelser. Skrifter från Studenthistoriska sällskapet i Uppsala, 1101-9921 ; 10. Uppsala: Universitets- och studenthistoriska sällskapet i Uppsala. Libris 19j0czp7z7hn3qjs. ISBN 9789198398632
11. Lundin, Tom; Bianchi, Marco (2017). Uppsalasångens jubileumstallrik 1913. Skrifter från Universitets- och studenthistoriska sällskapet i Uppsala, 1101-9921 ; 11. Uppsala: Universitets- och studenthistoriska sällskapet i Uppsala. Libris 22108981. ISBN 9789197154727
12. Lundin, Tom (2018). Olof Sundqvist 1962–2017: kyrkans och akademiens silversmed. Skrifter från Universitets- och studenthistoriska sällskapet, 1101-9921 ; 12. Uppsala: Universitets- och studenthistoriska sällskapet i Uppsala. Libris 6hxtfl6c4czvf97m
13. Lundin, Tom (2019). Akademiska frackkragar. Skrifter från Universitets- och studenthistoriska sällskapet, 1101-9921 ; 13. Uppsala: Universitets- och studenthistoriska sällskapet i Uppsala. Libris x72376s6v1wb81kk
14. Lundin, Tom, red (2020). Åtta nedslag i Uppsalas studenthistoria: en antologi. Skriftserie för Universitets- och studenthistoriska sällskapet i Uppsala, 1101-9921 ; 14. Uppsala: Universitets- och studenthistoriska sällskapet. Libris gtnzjbgmdrwth9hd